# Alain Tanner
Alain Tanner (ur. 6 grudnia 1929 w Genewie, zm. 11 września 2022 tamże) – szwajcarski reżyser, scenarzysta i producent filmowy.

## Życiorys
Studiował ekonomię na Uniwersytecie Genewskim. W 1951 dołączył do klubu filmowego, niedawno założonego na tej uczelni przez Claude'a Gorettę. Po zakończeniu studiów postanowił zająć się filmem.
W 1955 pracował dla Brytyjskiego Instytutu Filmowego w Londynie, gdzie opracowywał napisy filmowe, zajmował się tłumaczeniami i porządkowaniem archiwów. Swój pierwszy film, krótkometrażowy dokument Czas rozrywki (1957), nakręcił na londyńskim Piccadilly Circus wraz z Claude’em Gorettą.
Następnie Tanner wyjechał do Francji, gdzie asystował przy produkcji kilku filmów komercyjnych. Pomimo nawiązania kontaktów towarzyskich z twórcami francuskiej nowej fali oraz z Henri Langlois, legendarnym dyrektorem Cinémathèque Française, atmosfera Paryża tamtych lat mu nie odpowiadała. Tanner powrócił więc do ojczystej Szwajcarii i zaczął kręcić francuskojęzyczne filmy fabularne, stając się z czasem jednym z czołowych twórców miejscowej kinematografii.
Jego fabularny debiut, Charles, martwy lub żywy (1969), zdobył główną nagrodę Złotego Lamparta na MFF w Locarno. Lata świetlne (1981) z Trevorem Howardem w roli głównej przyniosły Tannerowi Grand Prix Jury na 34. MFF w Cannes. Do innych ważnych filmów reżysera należą również: Salamandra (1971), Jonasz, który skończy 25 lat w roku 2000 (1976), Messidor (1979), W białym mieście (1983), Dolina-widmo (1987), Człowiek, który zgubił swój cień (1991), Requiem (1998), Jonasz i Lila, do jutra (1999).
Zasiadał w jury konkursu głównego na 25. MFF w Cannes (1972) oraz na 40. MFF w Wenecji (1983).